# Fiordo de Trol

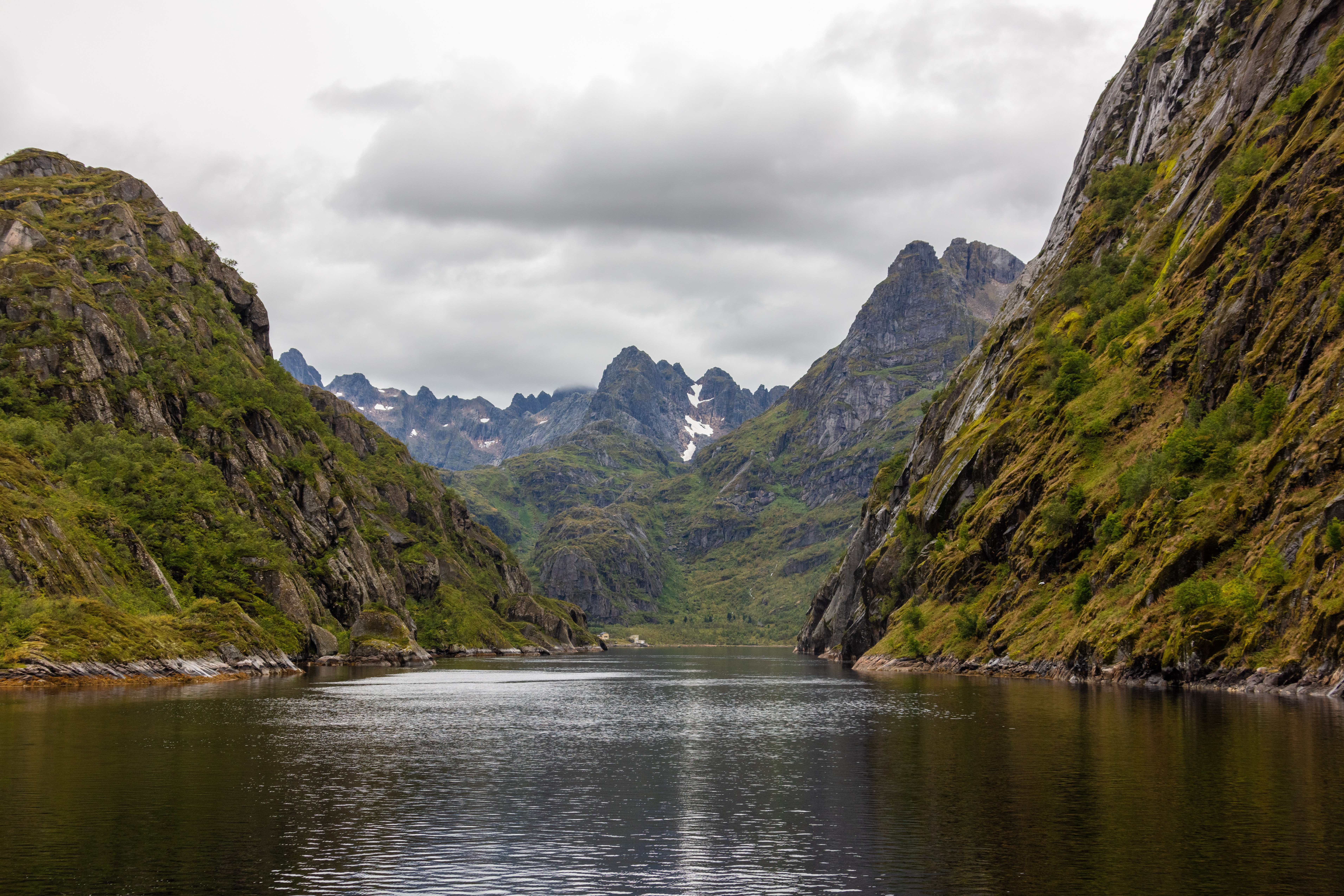
Entrada al fiordo de Trol

El fiordo del Troll (o Trollfjorden en noruego) es un pequeño fiordo de 2 kilómetros de longitud entre los archipiélagos noruegos de las Lofoten y las Vesterålen, pero administrativamente ubicado en el municipio de Hadsel, que pertenece a la provincia de Nordland. Con su estrecha y montañosa entrada, el fiordo avanza hacia el oeste desde el estrecho de Raftsundet. El nombre se deriva de trol, una figura de la mitología nórdica.
El fiordo tiene un máximo de 800 metros de anchura y las montañas que rodean el Trollfjord son de entre 600-1100 metros de altura. Está rodeado por las montañas Trolltindan (1084 m) al sur y Blåfjell (998 m) y el Hohe Litlkorsnestinden (980 m) al norte. El Trollfjord puede llegar a 72 metros en su punto más profundo.
Los transbordadores Hurtigruten hacen un pequeño desvío hacia el Trollfjord al camino de Bergen a Kirkenes. También es popular atravesar el fiordo con otros navíos. Hasta el 1960  había una cascada al final del fiordo que ahora se redirige hacia la energía hidroeléctrica.

## Galería de imágenes

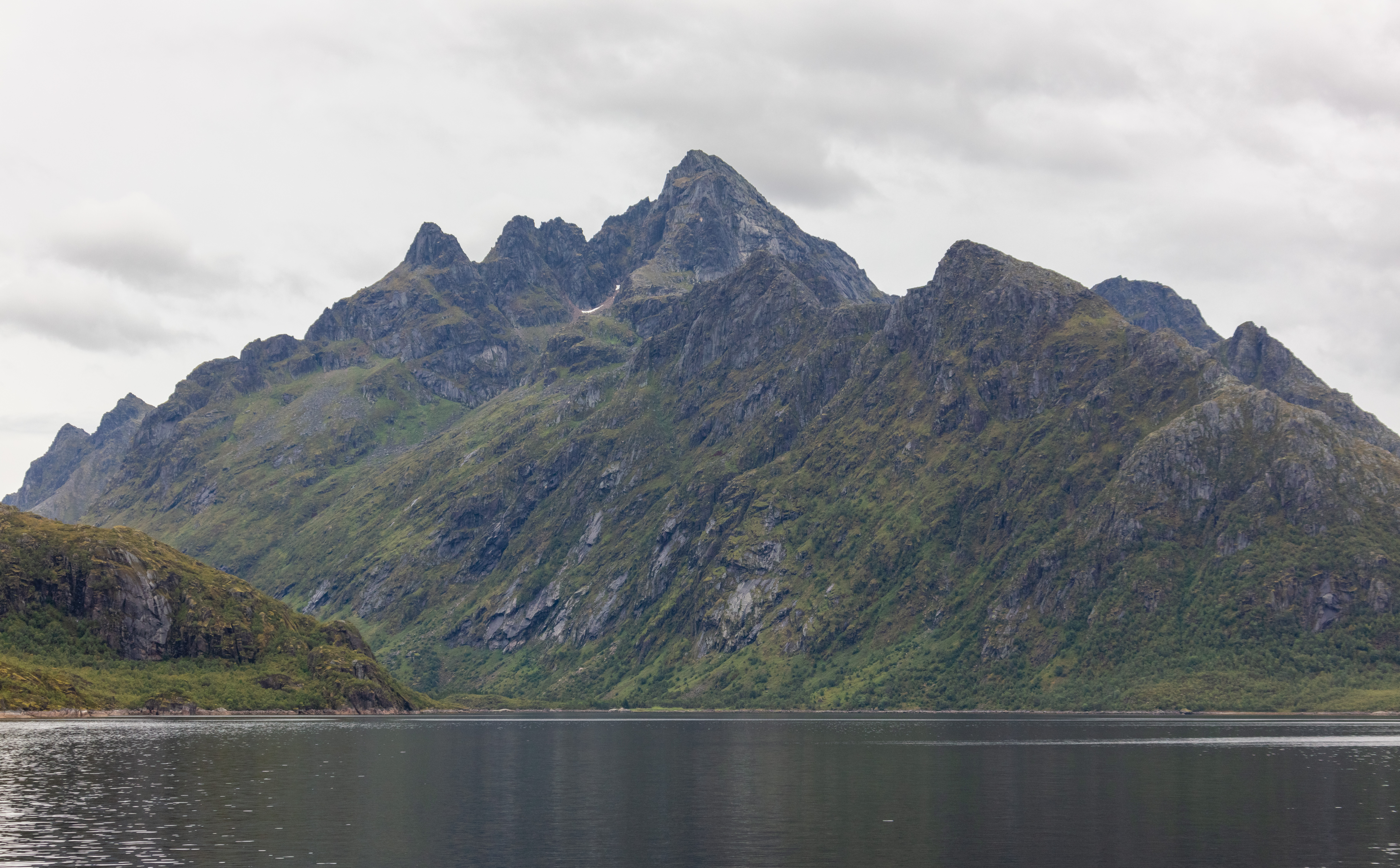
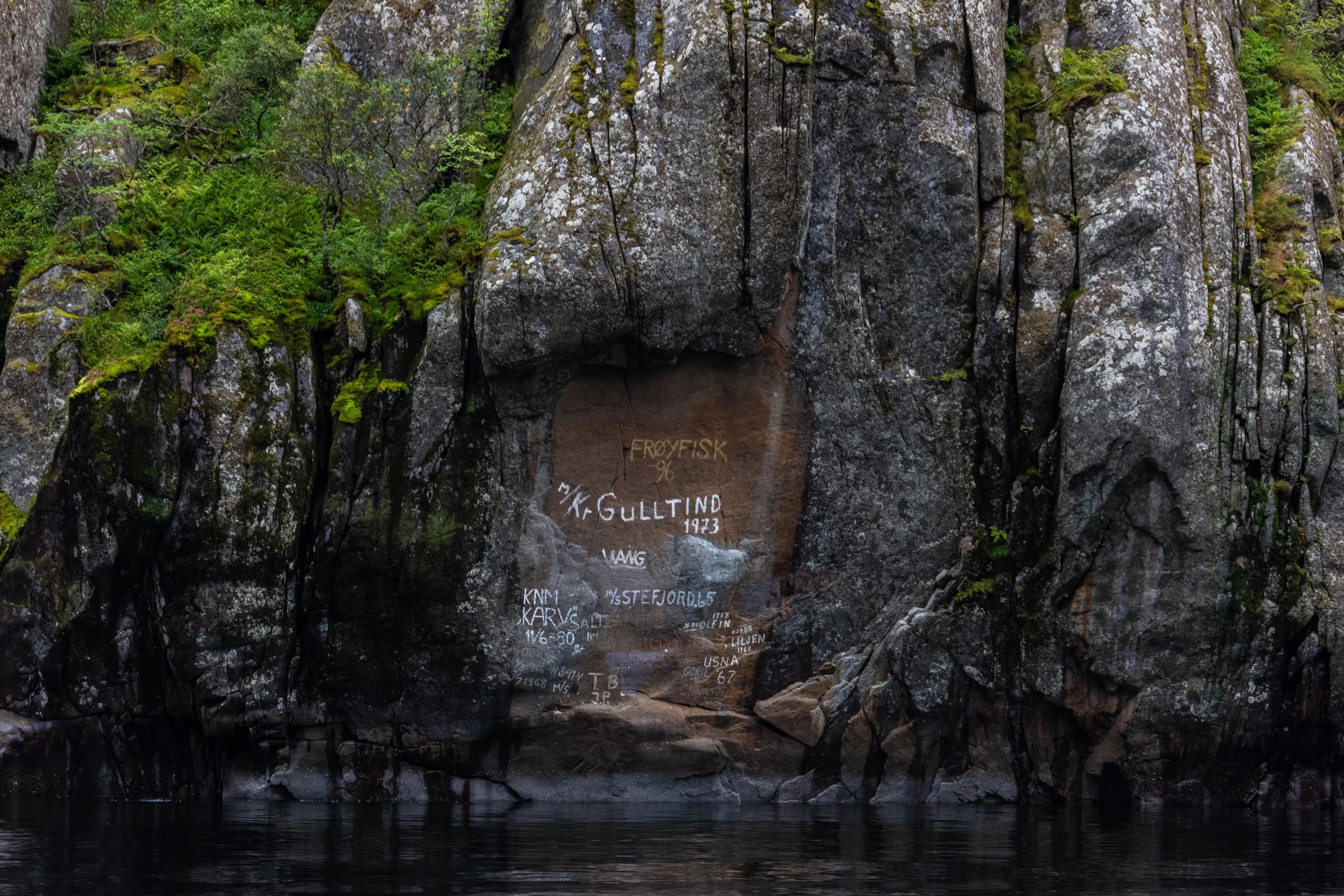
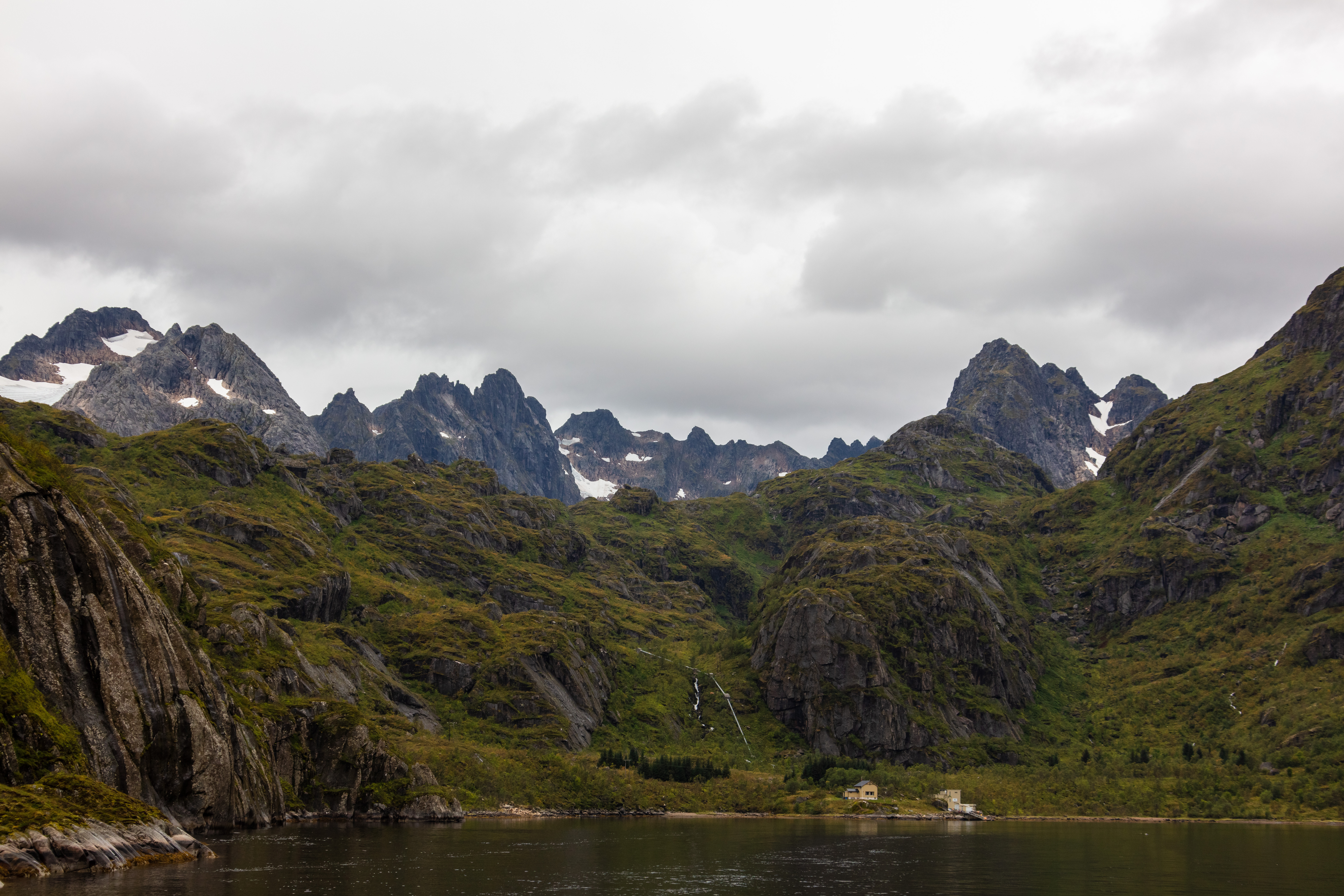
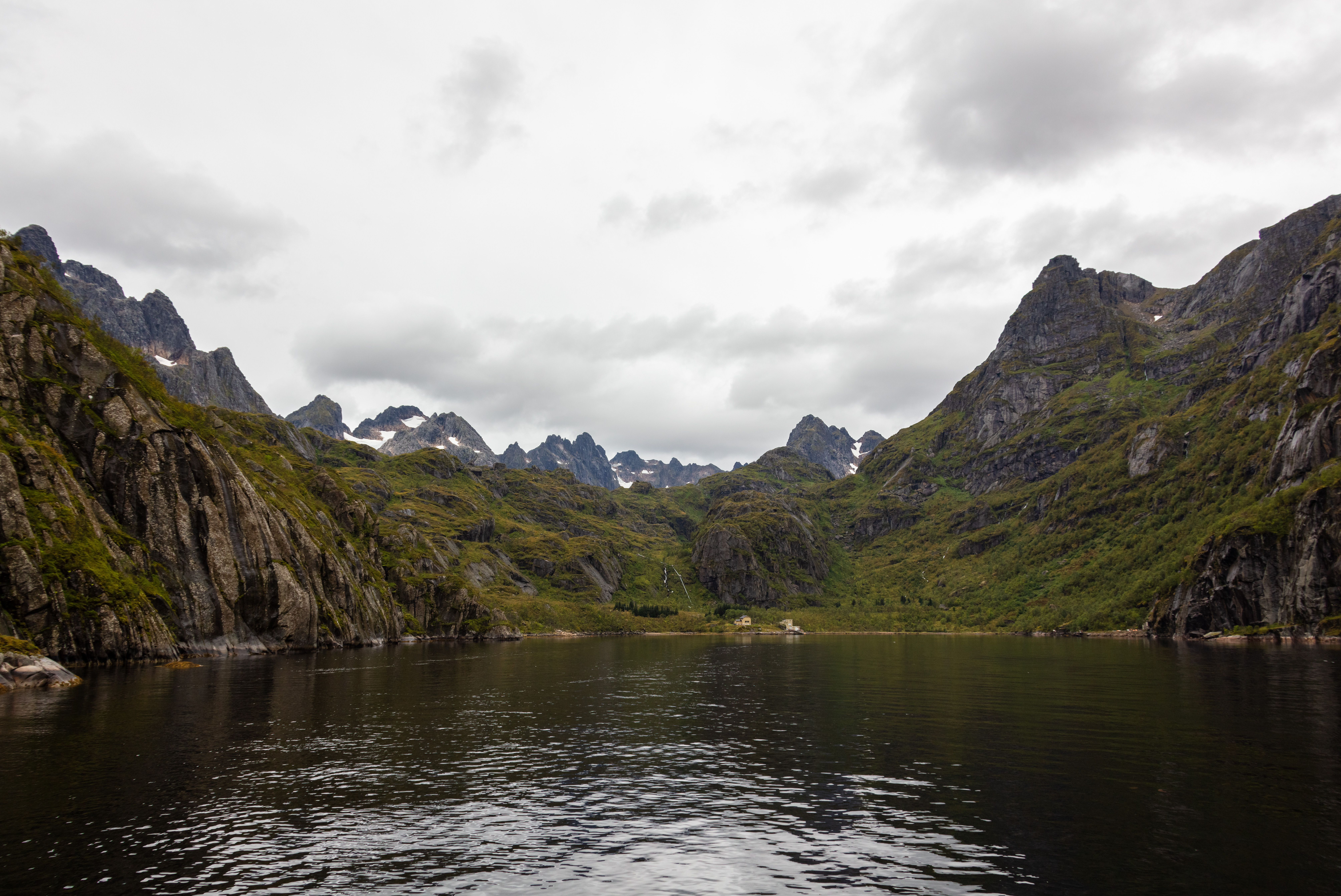
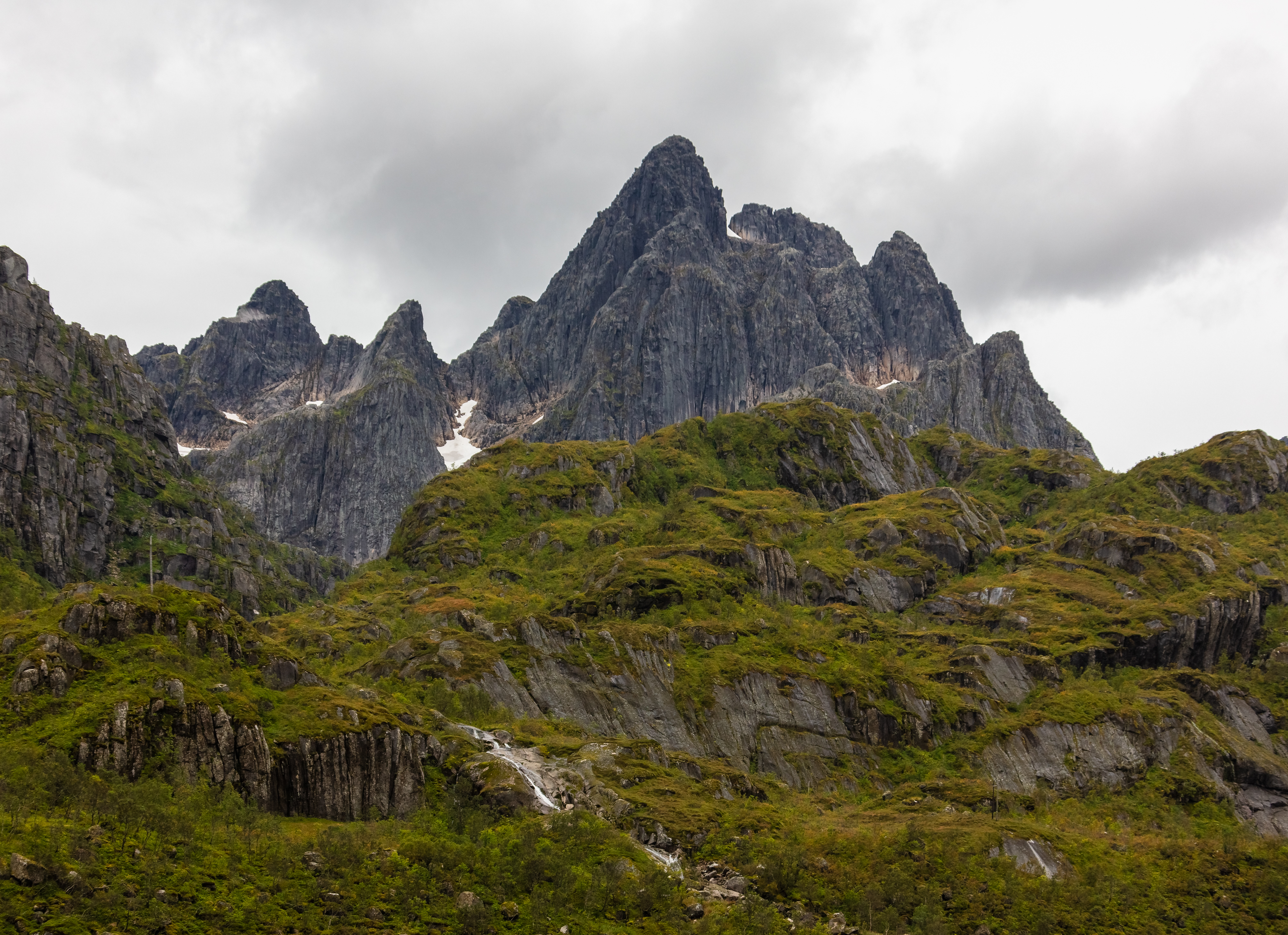
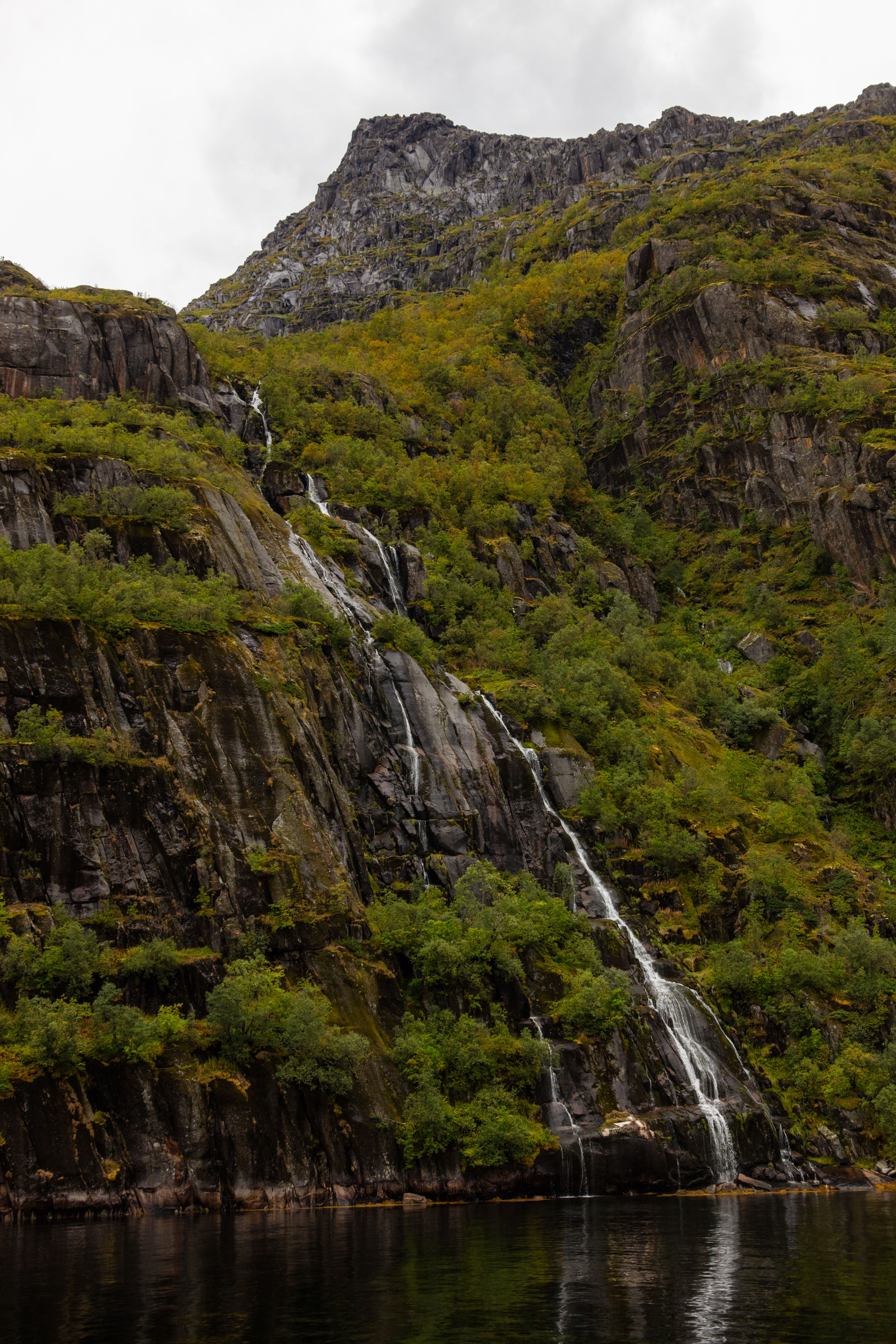